# VI Juegos Centroamericanos y del Caribe
Los VI Juegos Centroamericanos y del Caribe se llevaron a cabo en Guatemala, del 28 de febrero al 12 de marzo de 1950.

## Historia
En estos juegos compitieron 1,390 atletas (163 mujeres). Los deportes que se practicaron fueron: Atletismo, Baloncesto, Béisbol, Bolos, Boxeo, Ciclismo, Clavados, Equitación, Esgrima, Fútbol, Gimnasia, Golf, Pesas, Lucha, Natación, Polo Acuático, Tenis, Tiro y Voleibol.

## Equipos participantes
Los países participantes: Antillas Neerlandesas, Colombia, Costa Rica, Cuba, El Salvador, Guatemala, Haití, Honduras, Jamaica, México, Nicaragua, Panamá, Puerto Rico y Trinidad y Tobago. Debutantes en negrilla

## Medallero
La tabla se encuentra ordenada por la cantidad de medallas de oro, plata y bronce.
Si dos o más países igualan en medallas, aparecen en orden alfabético.
| Núm. | País                    | Oro | Plata | Bronce | Total |
| ---- | ----------------------- | --- | ----- | ------ | ----- |
| 1    | México                  | 43  | 24    | 26     | 93    |
| 2    | Cuba                    | 24  | 27    | 28     | 79    |
| 3    | Puerto Rico             | 12  | 7     | 10     | 29    |
| 4    | Jamaica                 | 10  | 10    | 3      | 23    |
| 5    | Guatemala               | 9   | 25    | 25     | 59    |
| 6    | Panamá                  | 8   | 9     | 10     | 27    |
| 7    | Antillas Neerlandesas   | 3   | 2     | 1      | 6     |
| 8    | Colombia                | 2   | 4     | 4      | 10    |
| 9    | El Salvador             | 2   | 4     | 3      | 9     |
| 10   | Trinidad y Tobago (TRI) | 1   | 2     | 1      | 4     |
| 11   | Nicaragua               | 1   | 0     | 1      | 2     |
| 12   | Haití                   | 0   | 1     | 0      | 1     |
| 13   | Honduras                | 0   | 0     | 2      | 2     |
| 14   | Costa Rica              | 0   | 0     | 1      | 1     |